# マダガスカルの野生生物

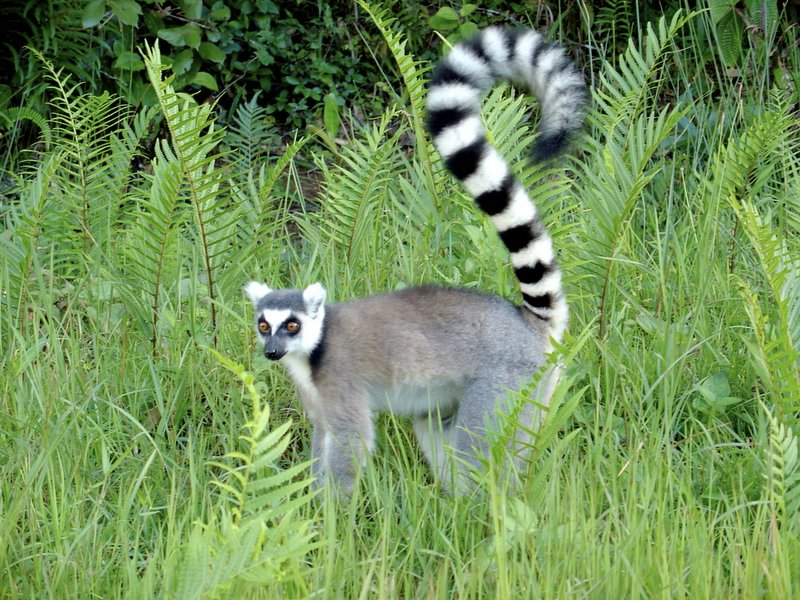
ワオキツネザル (Lemur catta) はマダガスカルに生息する様々なキツネザルの中でも最もよく知られる。

マダガスカルの野生生物（マダガスカルのやせいせいふつ）は、マダガスカル島が約8800万年前から独立した環境だったことを示している。約1億3500万年前にゴンドワナ大陸が分裂し、現在のマダガスカル-南極-インドを結ぶ陸地と、アフリカ-南アメリカを結ぶ陸地が分離した。その後、マダガスカルはインドと分かれ、この時点から島に生息する動植物は他の環境から独立した環境で過ごすことになり、進化を遂げていった。
大陸から長い間隔絶していた結果、マダガスカルでは地球上の他の場所では見られないような動植物が数多く生息することとなった。 マダガスカルで見られる全動植物種の約90％が固有種であり、その中にはキツネザルやフォッサ、鳥類が含まれる。このような特徴的な生態から、マダガスカルを「第8の大陸」と呼ぶ生態学者もおり、コンサベーション・インターナショナルによってこの島は生物多様性ホットスポットとされている。 最近の事例では、2021年に「地球上で最も小さい爬虫類」として知られるブルケシア・ナナ（ナノカメレオン）が発見された。